# Parc de les Corts
El Parc de les Corts és una zona verda del barri del mateix nom de Barcelona. Es troba entre els carrers de Numància i de Nicaragua i té una superfície total de 0,71 hectàrees

## Història
En aquests terrenys hi havia les bòbiles del Perelló, també conegudes com a Macians. Als anys 1920, era una de les més destacades del barri de les Corts i servia com a proveïdor de materials de construcció de Barcelona, com per exemple les dues primeres línies de metro. L'empresa va plegar als anys 1960.

## Disseny
Compta amb un riu artificial que travessa tots els terrenys, una àrea per a gossos, una àrea de jocs infantils i dues taules de ping-pong.

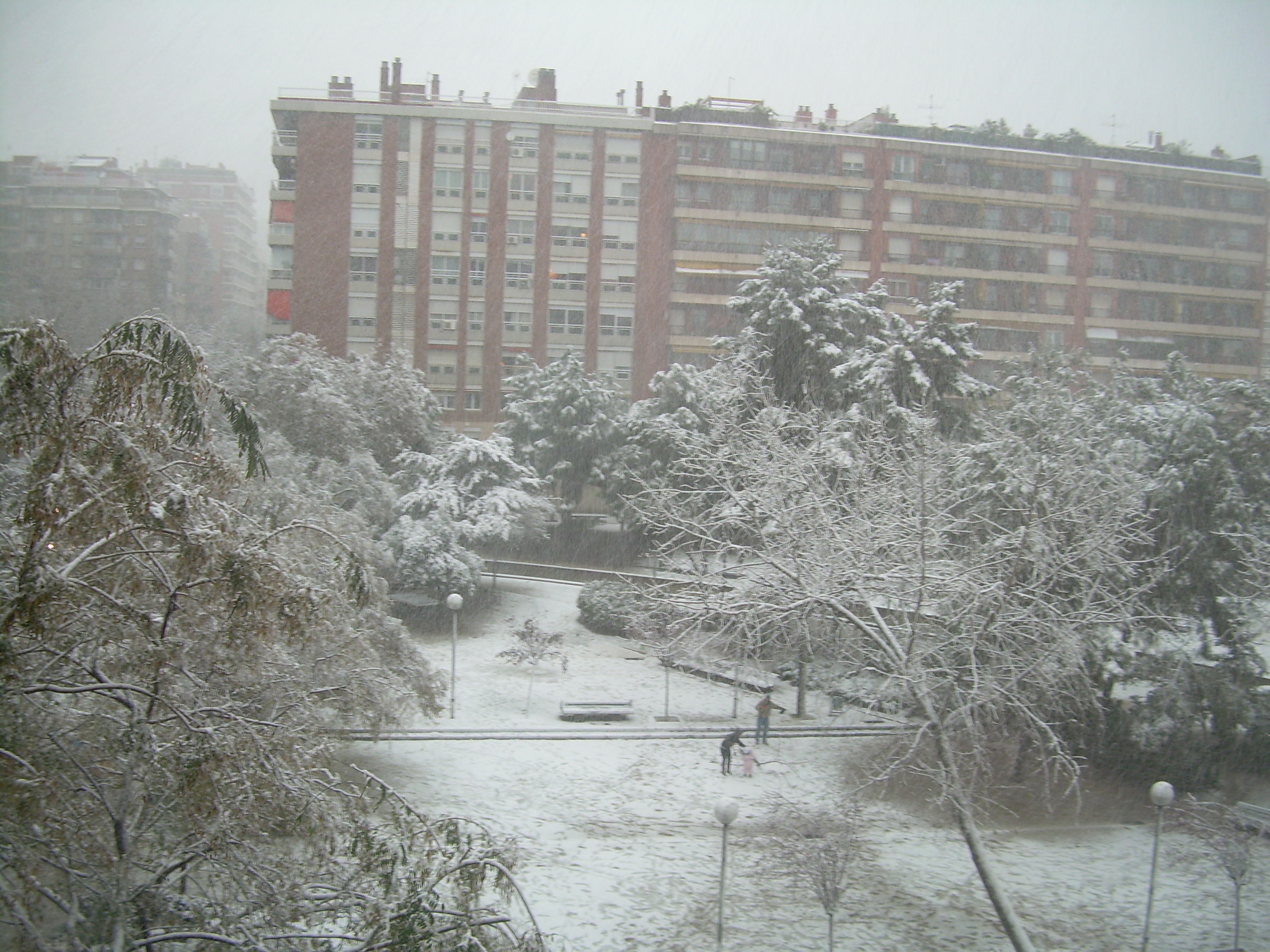
Imatge del parc durant la nevada del 8 de març del 2010

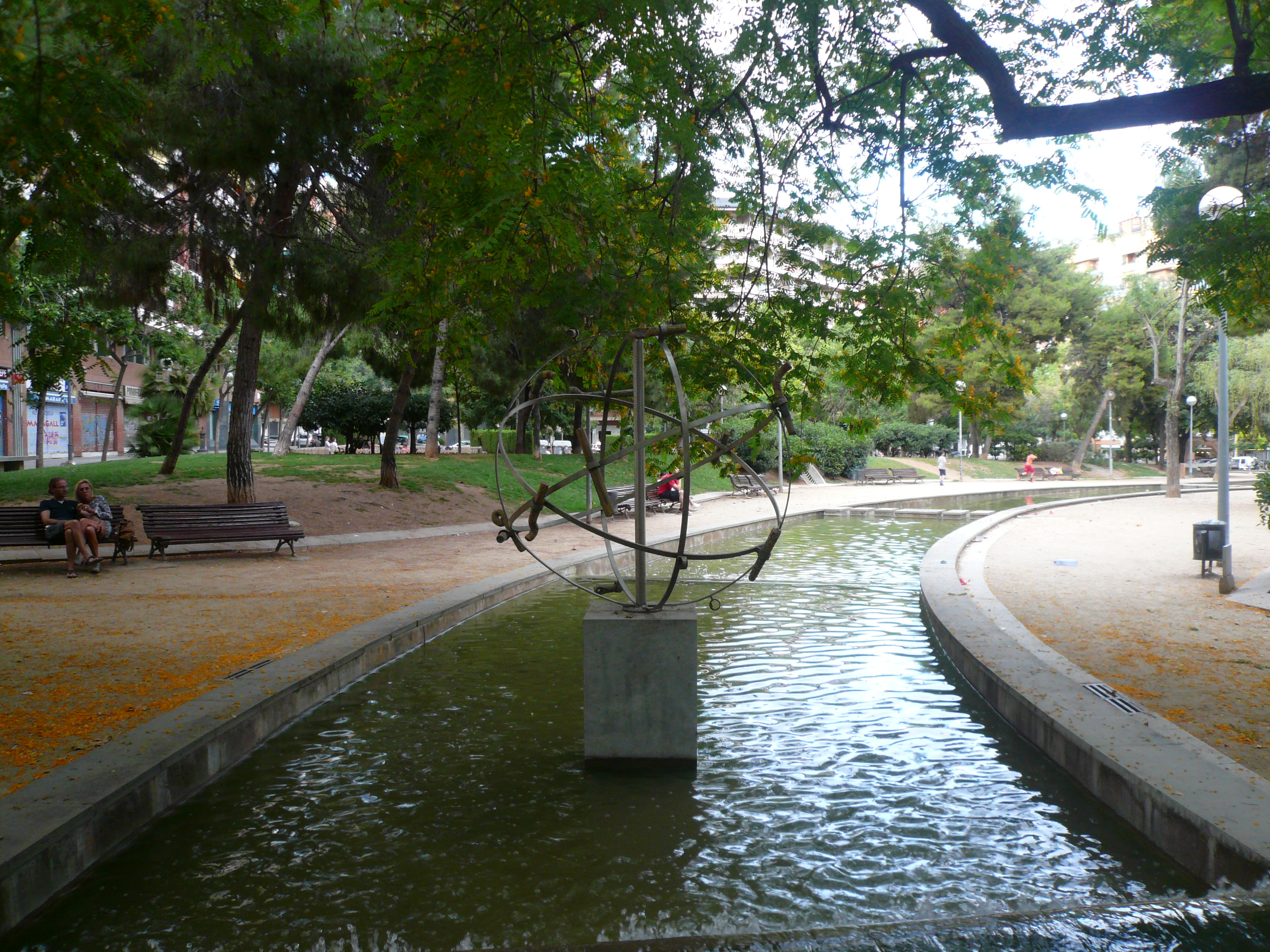
L'escultura Euclidiana enmig del riu artificial

El riu artificial neix en un extrem del part (carrer de Numància) sota una arcada feta de maó que recorda al passat industrial del barri. Justament en aquest punt una gran bola metàl·lica feta amb quatre cercles homenatja la geometria euclidiana. El final del seu recorregut és una altra arcada de totxana situada a l'altra punta del parc, al carrer de Nicaragua. Durant el seu recorregut, hi ha diferents passarel·les per tal de passar d'un costat a l'altre del petit riu.
Al costat de l'arc de maó (construïda l'any 1988 sota el projecte de Carme Fiol) que hi ha tocant al carrer de Numància hi destaca, dins del canal d'aigua, l'escultura Euclidiana, de Luis Gueilburt (1988), coneguda també com Els quatre elements (d'Euclides). És una bola formada per quatre cercles d'acer inoxidable amb peces ceràmiques que són suportats per un tub vertical damunt una base de pedra calcària. L'escultura pren com a referència el matemàtic i geòmetra grec Euclides i la seva obra Elements de geometria. Inaugurada per la festa major de Les Corts de 1989, va ser col·locada primerament al jardí de Les Infantes, però el 13 de març de 1996 es va decidir de traslladar-la al parc de Les Corts.

### Vegetació
Tot i les dimensions reduïdes, en aquest parc hi ha una varietat considerable d'arbres. Les espècies més abundants són el freixe de fulla gran (Fraxinus excelsior) i el pollancre del Canadà (Populus x canadensis). També són nombroses les alzines (Quercus ilex), els pins blancs (Pinus halepensis) i les espècies arbòries de floració acolorida i profusa: tipuanes (Tipuana tipu), acàcies tapereres (Albizia julibrissin) i algunes magnòlies (Magnolia grandiflora). Destaquen, així mateix, els cedres de l'Himàlaia (Cedrus deodara) i de l'Atles (Cedrus atlantica) i els pins pinyers (Pinus pinea).